# Station Sulmierzyce
Station Sulmierzyce is een spoorwegstation in de Poolse plaats Sulmierzyce.